# Mutations
Mutations is een ep uitgebracht door de heavymetalband Fight in 1994. Het bevat live liedjes en remixen van liedjes van het eerste studioalbum.

## Tracklist
1. "Into the Pit (Live)" - 4:10
2. "Nailed to the Gun (Live)" - 3:34
3. "Freewheel Burning (Live)" *Origineel van Judas Priest* - 4:45
4. "Little Crazy (Live)" - 4:56
5. "War of Words (Bloody Tongue Mix)" - 6:47
6. "Kill It (Dutch Death Mix)" - 3:50
7. "Vicious (Middle Finger Mix)" - 6:05
8. "Immortal Sin (Tolerence Mix)" - 5:49
9. "Little Crazy (Straight Jacket Mix)" - 5:55

Alle liedjes gecomponeerd door Rob Halford, behalve Freewheel Burning. Deze is gecomponeerd door Halford, Downing en Tipton.